# Jan Urban
Jan Urban (Jaworzno, 14 maggio 1962) è un allenatore di calcio ed ex calciatore polacco, di ruolo attaccante, attuale tecnico del Polonia.

## Palmarès

### Giocatore
- Campionato polacco: 3

Gornik Zabrze: 1985-1986, 1986-1987, 1987-1988
- Supercoppa di Polonia: 1

Gornik Zabrze:1988-1989

### Allenatore
- Ekstraklasa: 1

Legia Varsavia: 2012-2013
- Coppa di Polonia: 2

Legia Varsavia: 2007-2008, 2012-13
- Supercoppa di Polonia: 1

Legia Varsavia:2007-2008